# Potidea

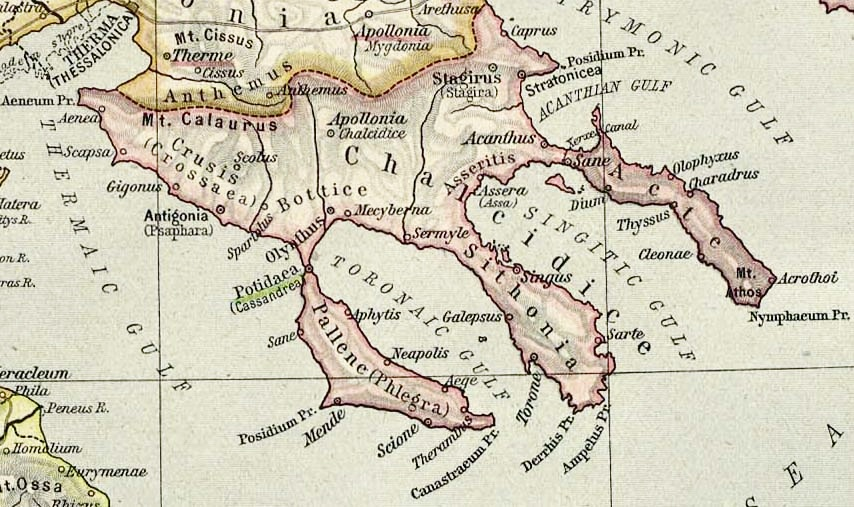
Potidea (nome sottolineato in verde) in una carta raffigurante la Penisola Calcidica in età antica

Potidea (in greco antico: Ποτίδαια?, Potídaia o Ποτείδαια, Potéidaia) fu una colonia greca fondata dagli abitanti della città di Corinto verso il 600 a.C. su Pallene, la penisoletta più occidentale della Calcidica, in Tracia, per facilitare il commercio con il Regno di Macedonia.
La città entrò a far parte della Lega di Delo e fu legata ai conflitti tra Atene e Corinto.
Durante la guerra del Peloponneso fu assediata e conquistata da Atene nel 430 a.C.
Nel 356 a.C. Filippo II di Macedonia la distrusse, ma in seguito Cassandro di Macedonia vi costruì una nuova città che battezzò Cassandrea.